# ذعر العام 1819
كان ذعر العام 1819 أول أزمة مالية طويلة الأمد ودائمة في الولايات المتحدة أدت إلى تباطؤ التوسع غربًا فيحزام القطن وتبعه انهيار عام للاقتصاد الأمريكي استمر حتى عام 1821. لقد بَشّر الذعر بانتقال الأمة من وضعها التجاري الاستعماري مع أوروبا نحو اقتصاد مستقل.
على الرغم من أن الانكماش كان مدفوعًا بتعديلات السوق العالمية في أعقاب الحروب النابليونية، فقد تفاقمت شدته بسبب المضاربة المفرطة في الأراضي العامة، والتي غذّتها القضية غير المقيدة للنقود الورقية من البنوك والمخاوف التجارية.
سعى البنك الثاني للولايات المتحدة (SBUS)، وهو متورط بشدة في هذه الممارسات التضخمية، إلى التعويض عن التراخي في تنظيم سوق الائتمان المصرفي الحكومي من خلال الشروع في تقليص حاد في القروض من قبل فروعه الغربية، بدءًا من عام 1818. فشلت في توفير مسكوكات الذهب من احتياطياتها عندما قدمت أوراقها النقدية من أجل الخلاص من البنك الثاني، بدأت البنوك الحكومية بحجز واسع النطاق للمزارع المرهونة وعقارات الأعمال التي مولتها. أدى الذعر المالي الذي أعقب ذلك، بالتزامن مع الانتعاش المفاجئ في الإنتاج الزراعي الأوروبي في عام 1817، إلى حالات إفلاس واسعة النطاق وبطالة جماعية. أثارت الكارثة المالية والركود استياءً شعبيًا ضد المؤسسات المصرفية والتجارية، إلى جانب الاعتقاد العام بأن السياسة الاقتصادية للحكومة الفيدرالية كانت معيبة بشكل أساسي. انخرط الأمريكيون، الكثير منهم لأول مرة، في السياسة للدفاع عن مصالحهم الاقتصادية المحلية.
تعرض الجمهوريون الجدد ‏ ونظامهم الأمريكي الحماية التعريفية، والتحسينات الداخلية [الإنجليزية]، وتعرض البنك الثاني للولايات المتحدة لانتقادات حادة، مما أثار دفاعًا قويًا.

## الذعر «مستعجل»[3]
تم وصف بداية الذعر المالي بشكل مختلف على أنه «أُطلق» أو «وُخز» أو «عُجّل»  من قبل البنك الثاني للولايات المتحدة عندما بدأ انكماشًا حادًا في الائتمان بدأ في صيف عام 1818.

### فهرس
1. ↑  Hofstadter, 1948, p. 51, Malone, 1960, p. 417-418
2. ↑  Schlesinger, 1945, p. 35
3. ↑  Ammon, 1971, p. 465
4. ↑  Rothbard, 1962, p. 12, Malone, 1960, p. 417, Remini, 1981, p. 172
5. ↑  Wilentz, 2008, p. 206-207

### معلومات كاملة للمراجع
- Browning، Andrew H. (2019). The Panic of 1819: The First Great Depression. University of Missouri. ISBN:978-0826221834. online review
- Cayton، Andrew R. L. (1982). "The Fragmentation of 'A Great Family': The Panic of 1819 and the Rise of the Middling Interest in Boston, 1818-1822". Journal of the Early Republic. ج. 2 ع. 2: 143–167. DOI:10.2307/3122690. JSTOR:3122690.
- Blackson، Robert M. (1989). "Pennsylvania Banks and the Panic of 1819: A Reinterpretation". Journal of the Early Republic. ج. 9 ع. 3: 335–358. DOI:10.2307/3123593. JSTOR:3123593.
- Rothbard، Murray (1962). The Panic of 1819. Ams Pr Inc. ISBN:0-404-51605-X. مؤرشف من الأصل في 2021-11-08.
- Sobel، Robert (1988). Panic on Wall Street: A Classic History of America's Financial Disasters. New York: Dutton. ISBN:0-525-48404-3. مؤرشف من الأصل في 2022-03-23.

## روابط خارجية
- موراي ن. روثبارد. ذعر 1819: ردود الفعل والسياسات